# Aeroportul Internațional Sana'a
Aeroportul Internațional Sana'a (IATA: SAH, ICAO: OYSN) este un aeroport din Guvernoratul Sana'a, Yemen ce deservește zona Sana'a. A fost numit după zona deservită.
Situat la o altitudine de 2.199 m, aeroportul dispune de 1 pistă.

## Infrastructură

### Piste
Aeroportul dispune de o singură pistă. Pista are orientarea 18/36.